# Paul Samwell-Smith
Paul Smith alias Paul Samwell-Smith (Richmond upon Thames, 8 maggio 1943) è un bassista e produttore discografico britannico fondatore del gruppo degli anni sessanta The Yardbirds.
Durante la sua permanenza con gli Yardbirds, lavorò con produttori come Mickie Most, Simon Napier-Bell e Giorgio Gomelsky e co-produsse buona parte della loro musica. Lasciò gli Yardbirds nel giugno del 1966 per seguire la carriera di produttore musicale, che lo vide lavorare tra gli altri con i Renaissance, Murray Head, Cat Stevens, Jethro Tull, Carly Simon, Chris de Burgh, Beverley Craven, Illusion e Claire Hamill, oltre alla produzione di due album degli Amazing Blondel per la Island Records, ed il primo ed il secondo album degli All About Eve per la Mercury.
Nel cinema, Paul Samwell-Smith produsse la musica per il film Cartoline dall'inferno (1990) e Harold e Maude (1971).
Samwell-Smith è entrato a far parte della Rock and Roll Hall of Fame nel 1992, per aver fatto parte degli Yardbirds.